# Wiebelsdorf
Wiebelsdorf este o comună din landul Turingia, Germania.